# Dynatorhaba
Dynatorhabda là một chi bướm đêm thuộc phân họ Tortricinae của họ Tortricidae.

## Các loài
- Dynatorhabda cremnocrates (Meyrick, 1932)